# Kip
Kip (srbsky Кип) je vesnice v Chorvatsku v Bjelovarsko-bilogorské župě, spadající pod opčinu Sirač. Nachází se asi 4 km jihozápadně od Daruvaru. V roce 2011 zde žilo 148 obyvatel. V roce 1991 bylo 16,6 % obyvatel (45 z tehdejších 271 obyvatel) české národnosti, naprostou národnostní většinu v Kipu však tvoří Srbové.
Vesnicí prochází silnice D5.

## Sousední sídla
| Růžice kompasu |                | Šibovac    | Doljani    | Růžice kompasu |
| Růžice kompasu | Golubinjak     | Sever      | Miljanovac | Růžice kompasu |
| Růžice kompasu | Golubinjak     | Kip        | Miljanovac | Růžice kompasu |
| Růžice kompasu | Golubinjak     | Jih        | Miljanovac | Růžice kompasu |
| Růžice kompasu | Gornji Sređani | Badljevina |            | Růžice kompasu |